# Johann Platzer
Johann Platzer (* 1. März 1880 in Brunn, Österreich-Ungarn; † 19. Juli 1946 in Groß Rammerschlag) war ein tschechoslowakischer Politiker der deutschen Minderheit. 

## Leben
Platzer war Sohn eines Landwirtes und arbeitete auch selbst in der Landwirtschaft. 1901 wurde er Ausschussmitglied und Wanderredner des Allgemeinen Deutschen Bauernbundes mit Sitz in Budweis. 1906 übernahm er eine Bauernwirtschaft in Groß Rammerschlag. 
Im Frühsommer 1925 kam er als Nachrücker für den Abgeordneten Leonhard Kaiser ins tschechoslowakische Abgeordnetenhaus. In den Wahlen 1925 und 1925 wurde er jeweils für den Bund der Landwirte ins Parlament gewählt. Am 27. Januar 1939 beantragte Platzer die Mitgliedschaft in der NSDAP und wurde rückwirkend zum 1. November 1938 aufgenommen (Mitgliedsnummer 6.571.773).